# St. Kilian (Möckmühl)

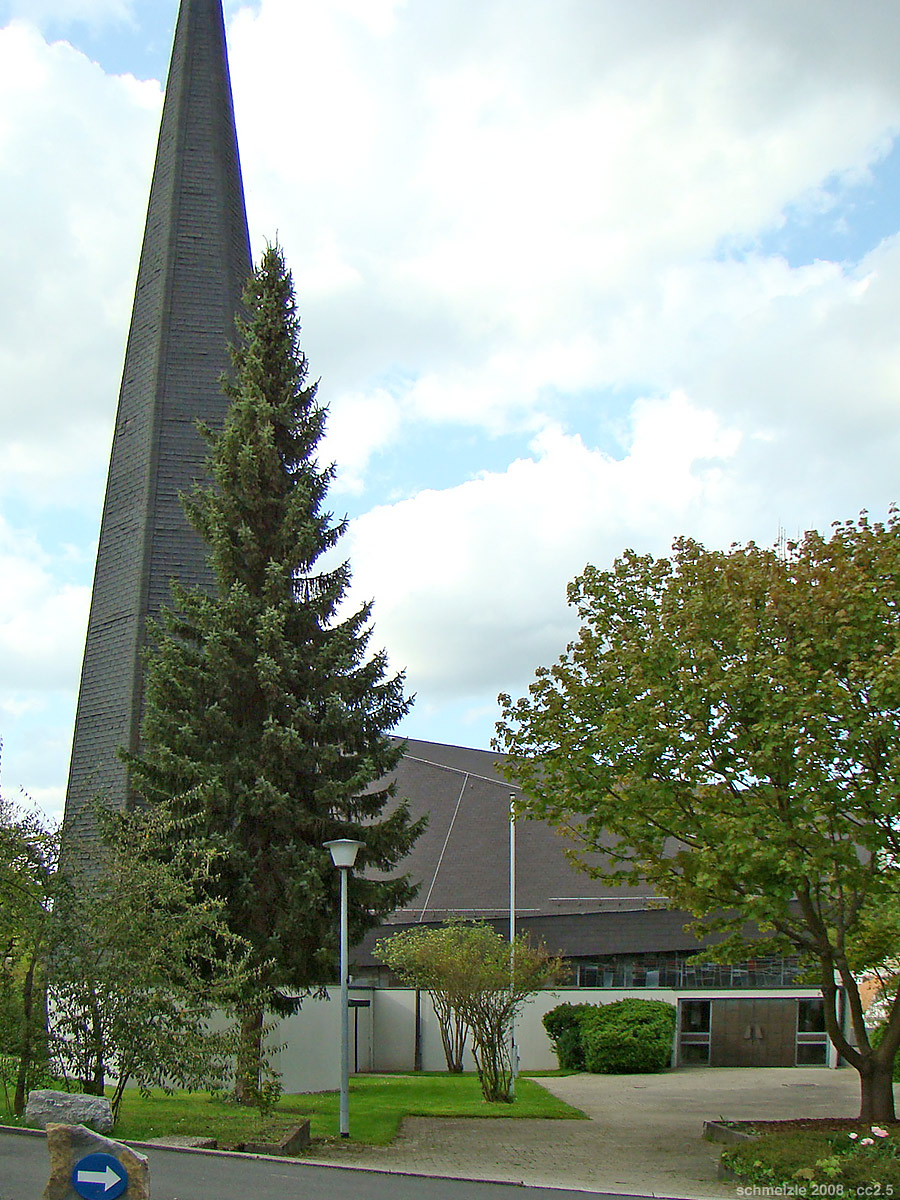
St. Kilian in Möckmühl

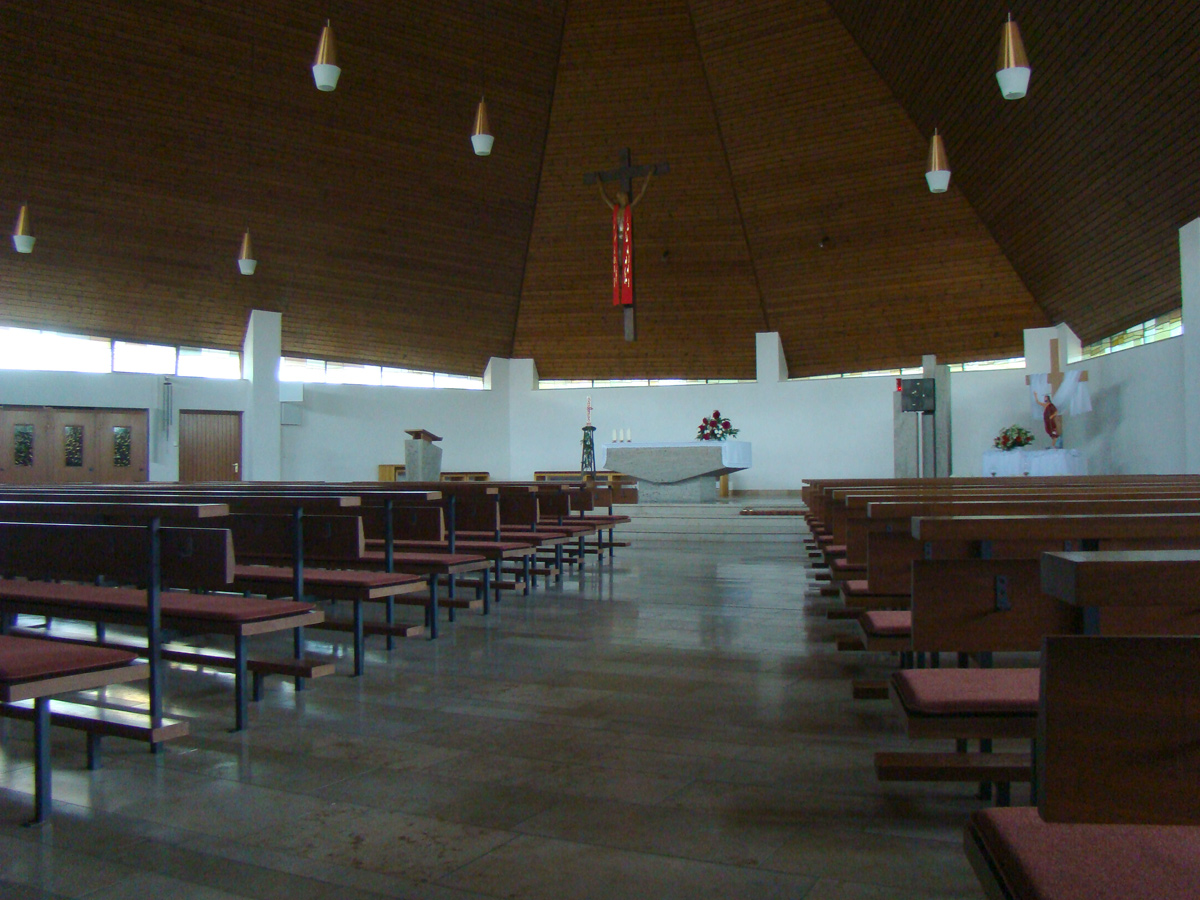
Blick zum Altar

Die katholische Kirche St. Kilian in Möckmühl im Landkreis Heilbronn im nördlichen Baden-Württemberg wurde 1970 eingeweiht. Zur Ausstattung der Kirche zählen eine historische Glocke von 1680, Glasfenster von Josef de Ponte und Kreuzwegbilder von Tony Nwachukwu.

## Geschichte
Da Möckmühl im Zeitalter der Reformation zu Württemberg zählte, war der Ort bis ins frühe 19. Jahrhundert rein evangelisch. Erst die Neuordnung des deutschen Südwestens nach den napoleonischen Kriegen und vor allem die Industrialisierung in der zweiten Hälfte des 19. Jahrhunderts brachten Katholiken in den Ort. Diese wurden kirchlich zunächst von Kochertürn aus betreut. Bereits in den letzten Jahren des 19. Jahrhunderts gab es Überlegungen zur Einrichtung eines katholischen Gottesdienstes in Möckmühl, doch dauerte es noch bis 1907, bis eine kleine Barackenkirche für katholische Gottesdienste im Kleinen Binsach errichtet wurde. 1937 wurde die Barackenkirche durch einen massiven Bau ersetzt, der Platz für über 100 Gläubige bot. Nach dem Zweiten Weltkrieg wuchs die katholische Gemeinde durch den Zustrom von Heimatvertriebenen und Flüchtlingen stark an. Trotz des Einbaus einer Empore im Jahr 1948 war die katholische Kirche bald wieder zu klein für die Zahl der Gläubigen. 1956 wurde die Stadtpfarrei St. Kilian errichtet, zu der neben Möckmühl noch die Filialgemeinden Ruchsen und Bittelbronn zählen und von der aus auch die Katholiken in Roigheim, Züttlingen, Siglingen, Kreßbach und Reichertshausen betreut werden. Das Patrozinium des hl. Kilian, dessen Gebeine in Würzburg aufbewahrt werden, soll daran erinnern, dass Möckmühl vor der Reformation zum Bistum Würzburg zählte.
Die heutige Kirche wurde nach Plänen des Stuttgarter Architekten Rainer Serve erbaut und am 26. April 1970 von Bischof Carl Joseph Leiprecht geweiht. Es handelt sich um einen modernen polygonalen Bau mit freistehendem Glockenturm. Die Glasfenster der Kirche wurden von Josef de Ponte gestaltet. Eine historische Kirchenglocke von 1680 kam als Stiftung von Hubert Graf von Waldburg-Zeil von der Schlosskirche Zeil in die Kilianskirche. 1978 wurde das Geläut um eine zweite Glocke ergänzt. 2005 wurde der nigerianische Künstler Tony Nwachukwu eingeladen, eine Kreuzwegfolge für die Kirche zu gestalten.